# Can't Hold Me Down (låt)
Can't Hold Me Down är en låt av den svenske sångaren och Idol 2015-vinnaren Martin Almgren, från albumet Can't Hold Me Down som släpptes den 14 december 2015, skriven av bland annat Robin Stjernberg som kom på andra plats i Idol 2011.
Almgren fick låten som sin vinnarlåt, efter att ha vunnit Idolfinalen mellan honom och Amanda Winberg den 4 december 2015.